# Tirli
Tirli è una frazione del comune italiano di Castiglione della Pescaia, nella provincia di Grosseto, in Toscana.

## Geografia fisica
Il paese è situato nella Maremma grossetana a circa 400 m s.l.m., circondato da boschi di castagni e macchia mediterranea, nelle vicinanze della vetta di Poggio Ballone.

## Storia
Le origini di Tirli sono riconducibili al periodo altomedievale, venendo ricordato per la prima volta in un documento datato 814. In quell'epoca la località era costituita da insediamenti sparsi, che ancora non costituivano un vero e proprio agglomerato. Durante i secoli successivi, la località viene nuovamente ricordata in alcuni documenti risalenti al XII secolo.
La costituzione del vero e proprio centro risale tuttavia alla seconda metà del XVI secolo, dopo che la zona risultava già inglobata nel territorio amministrato dal Granducato di Toscana. Proprio in quel periodo furono costruite numerose strutture monastiche nell'area collinare di Poggio Ballone attorno all'abitato fiorente, le cui origini erano riconducibili alla crescente vita monastica nella zona. L'eremo di Malavalle e il più vicino eremo di Sant'Anna diedero così impulso allo sviluppo della frazione, che non fu mai circondata da una cinta muraria difensiva, contrariamente a quello che accadeva nei vicini borghi di origini medievali.
A partire dai primi anni del XVII secolo furono infatti molto attivi nella zona gli agostiniani, e in particolare la figura del venerabile Padre Giovanni Nicolucci, il quale, insediatosi alla fine del XVI secolo nel vicino eremo di Malavalle, promosse a Tirli la nascita di una comunità di frati agostiniani e l'edificazione di una chiesa parrocchiale, oltre che dello stesso eremo di Sant'Anna. Durante il XVII secolo furono dunque costruiti numerosi edifici religiosi, compresa la perduta cappella della Madonna delle Grazie. Infine, tra il XVII e il XVIII secolo venne edificato anche il Palazzo Pretorio, che di fatto costituiva l'unico edificio pubblico di Tirli.
A San Guglielmo si riferisce una leggenda locale, che narra della presenza nei boschi di un drago, ucciso da un guaritore di nome Guglielmo, il quale curava le malattie procurate dall'insalubrità della zona e in seguito fu fatto santo.

## Monumenti e luoghi d'interesse

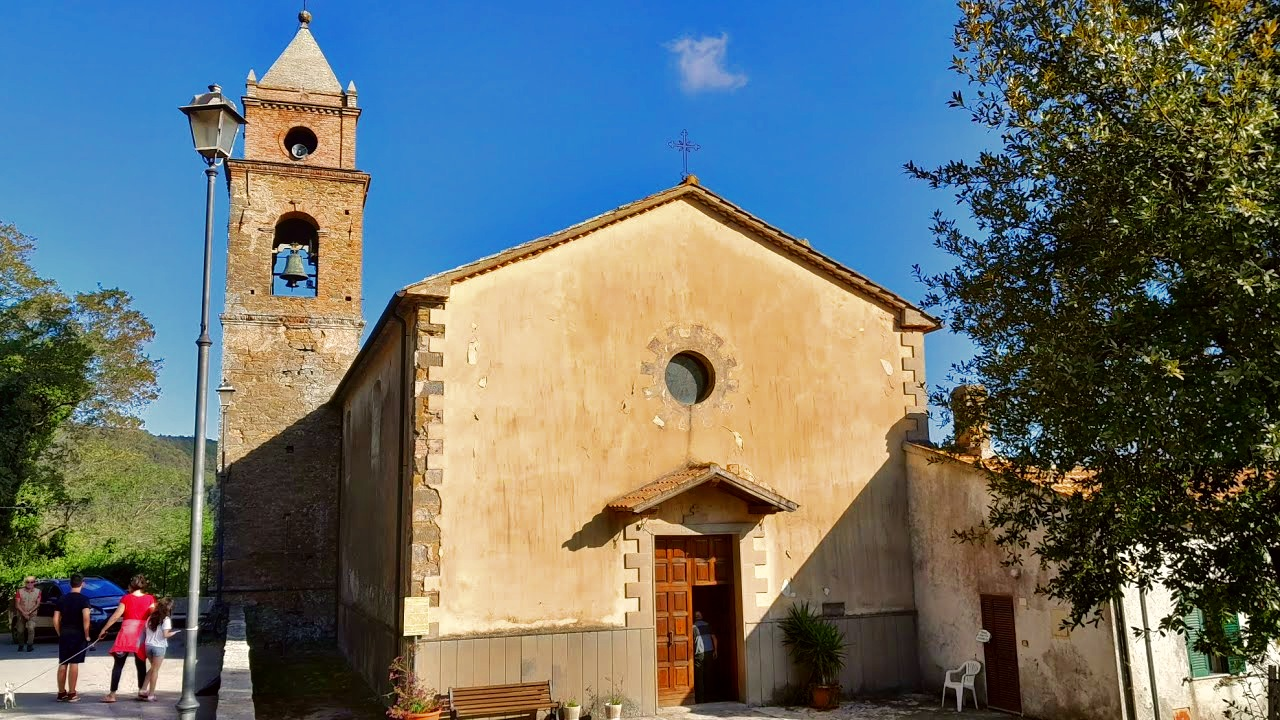
Chiesa di Sant'Andrea

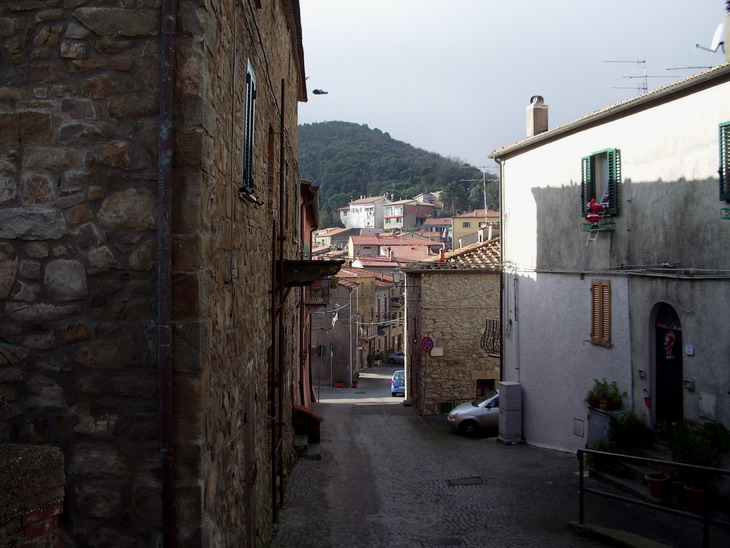
Scorcio del centro storico.

### Architetture religiose
- Chiesa di Sant'Andrea apostolo, chiesa parrocchiale della frazione, è frutto di un ampliamento del 1669 di una cappella fatta costruire agli inizi dello stesso secolo dal venerabile padre Giovanni Nicolucci di Batignano, su un edificio precedente. La chiesa è stata consacrata nel 1674. All'interno sono conservati pregevoli altari barocchi (1674) di Andrea Ferrari di Lugano e le reliquie di san Guglielmo di Malavalle.
- Convento di Sant'Agostino, è stato costruito nei primi del XVII secolo per volere del venerabile padre Giovanni Nicolucci di Batignano come convento degli agostiniani. Soppresso dopo poco tempo, oggi il convento è adibito ad ambienti parrocchiali dell'adiacente chiesa di Sant'Andrea e ad abitazioni.
- Eremo di Sant'Anna, situato nei boschi nei dintorni di Tirli, è stato edificato nei primi del XVII secolo per volere del venerabile padre Giovanni Nicolucci di Batignano contemporaneamente al vicino convento di Sant'Agostino. Abbandonato dopo poco tempo, alla fine del XIX secolo versava già in pessime condizioni. La struttura è stata ricostruita nel 1971.
- Eremo di San Guglielmo di Malavalle, situato nei boschi nei dintorni di Tirli, fu costruito tra il 1230 e il 1249 per volere di papa Gregorio IX, sul luogo dove era situata una piccola cappellina sotto la quale era sepolto san Guglielmo di Malavalle. Divenuto uno dei principali centri spirituali della Maremma, fu tuttavia severamente danneggiato nel XIII secolo dai senesi e le spoglie del santo furono sparse nei borghi limitrofi. Alla fine del XVI secolo l'eremo divenne rifugio spirituale del padre venerabile Giovanni Nicolucci di Batignano, che ne curò il restauro. Dal 1604 alla seconda metà del XVIII secolo fu monastero degli agostiniani. Attualmente il complesso versa in condizioni di degrado.
- Cappella della Madonna delle Grazie, piccola chiesa scomparsa di epoca tardoseicentesca.

### Architetture civili
- Palazzo Pretorio, situato nel centro della frazione, fu realizzato nel XVIII secolo.

### Architetture militari
- Centro radar di Poggio Ballone, sulla vetta di Poggio Ballone.

## Società

### Evoluzione demografica
Quella che segue è l'evoluzione demografica della frazione di Tirli. Sono indicati gli abitanti dell'intera frazione e dove è possibile la cifra riferita al solo capoluogo di frazione. Dal 1991 sono contati da Istat solamente gli abitanti del centro abitato, non della frazione.
| Anno | Abitanti | Abitanti       |
| Anno | Frazione | Centro abitato |
| ---- | -------- | -------------- |
| 1745 | 315      | -              |
| 1833 | 363      | -              |
| 1845 | 436      | -              |
| 1921 | 778      | -              |
| 1931 | 838      | -              |
| 1961 | 717      | 616            |
| 1981 | 577      | 413            |
| 1991 | -        | 344            |
| 2001 | -        | 284            |
| 2011 | -        | 255            |

## Cultura
Dal racconto di Carlo Cassola Il taglio del bosco (1950) è stato tratto l'omonimo film (1963), ambientato proprio a Tirli, con protagonista un Gian Maria Volonté unico attore professionista coadiuvato dagli abitanti di Tirli.

## Sport
A Tirli si svolge in estate il torneo di Palla eh!, o Palla 21, antico sport tradizionale oggi scomparso, ma ancora praticato solamente nei borghi di Tirli, Vetulonia, Torniella e Piloni (GR), Ciciano e Scalvaia (SI).
Il paese ha anche una squadra di calcio, l'ASD Polisportiva Tirli.